# Problem płaskości
Problem płaskości – problem kosmologiczny w modelu Wielkiego Wybuchu, związany z kształtem Wszechświata, a dokładniej znikomym zakrzywieniem jego czasoprzestrzeni.
W XX w. oszacowano, że gęstość materii we Wszechświecie bliska jest wartości krytycznej, która określa zerową krzywiznę przestrzeni (płaszczyznę), a co za tym idzie – przestrzeń nie wykazuje znacznej krzywizny. Problem ten porusza również kwestię, jak niewielkie odchylenie od wartości krytycznej wpłynęłoby na obecny obserwowalny Wszechświat. Z obliczeń wynika, że gdyby tuż po Wielkim Wybuchu gęstość materii/energii wynosiła 99,99% wartości krytycznej, w chwili obecnej wynosiłaby jedynie 10−11% tej wartości, a zatem przestrzeń charakteryzowałaby się globalnie znaczną krzywizną.
Problem jest częściowo rozwiązany przez teorię inflacji kosmologicznej.